# Повсталий з пекла 6: Пошуки пекла
Повсталий з пекла 6: Пошуки пекла (англ. Hellraiser: Hellseeker) — американський фільм жахів 2002 року.

## Сюжет
Через місяць після автокатастрофи, коли Тревор отямився, з'ясовується, що тіло його дружини Кірсті так і не було знайдено. Він повертається до роботи, але з ним починають відбуватися жахливі речі. Тревор виявляється в пекельному лабіринті, де незбагненним кошмаром сплелися життя й смерть. І він повинен заплатити ціну перш, ніж дізнається відповідь.

## У ролях
- Дін Вінтерс — Тревор
- Ешлі Лоуренс — Кірсті Коттон Гуден
- Даг Бредлі — Пінхед / торговець
- Рейчел Хейуорд — Еллісон
- Сара-Джейн Редмонд — Гвен
- Джоді Томпсон — Тауні
- Каарен Де Зілва — мудрець
- Вільям С. Тейлор — детектив Ланге
- Майкл Роджерс — детектив Гивенс
- Тревор Вайт — Брет
- Кен Камру — Емброуз
- Дейл Вілсон — головний хірург
- Гас Лінч — парубок
- Кайл Кессі — фельдшер
- Алек Віллоуз — прибиральник
- Бренда МакДональд — медсестра
- Бася Антос — жінка у вікні
- Джон Б. Дестрі — детектив 1
- Сара Хейуорд — сенобіт
- Ненсі Дж. Ліллей — сенобіт
- Скотт Суонсон — нещасна душа
- Майк Дж. Ріган — темна фігура (в титрах не вказаний)